# 鳳来峡

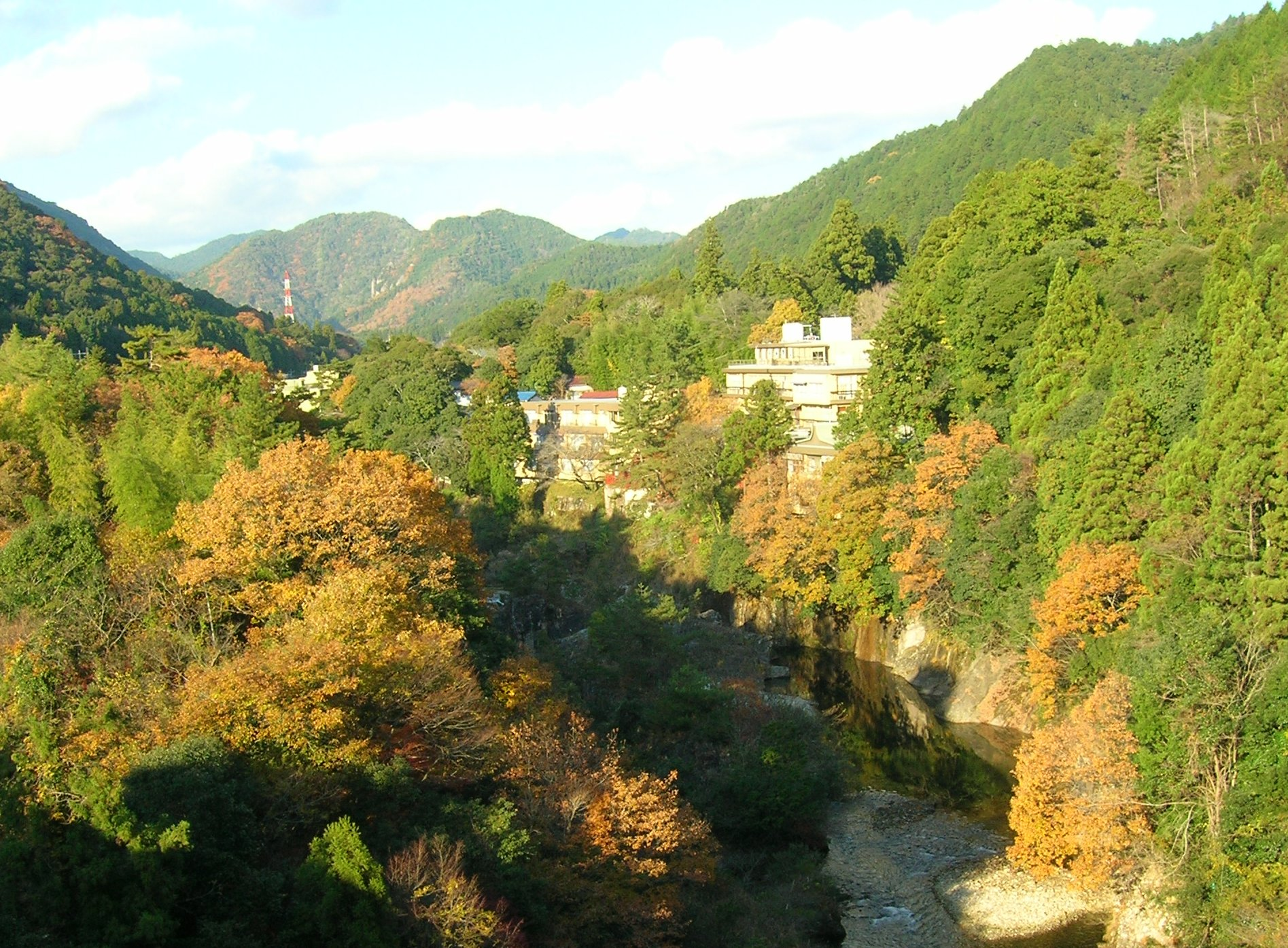
鳳来峡

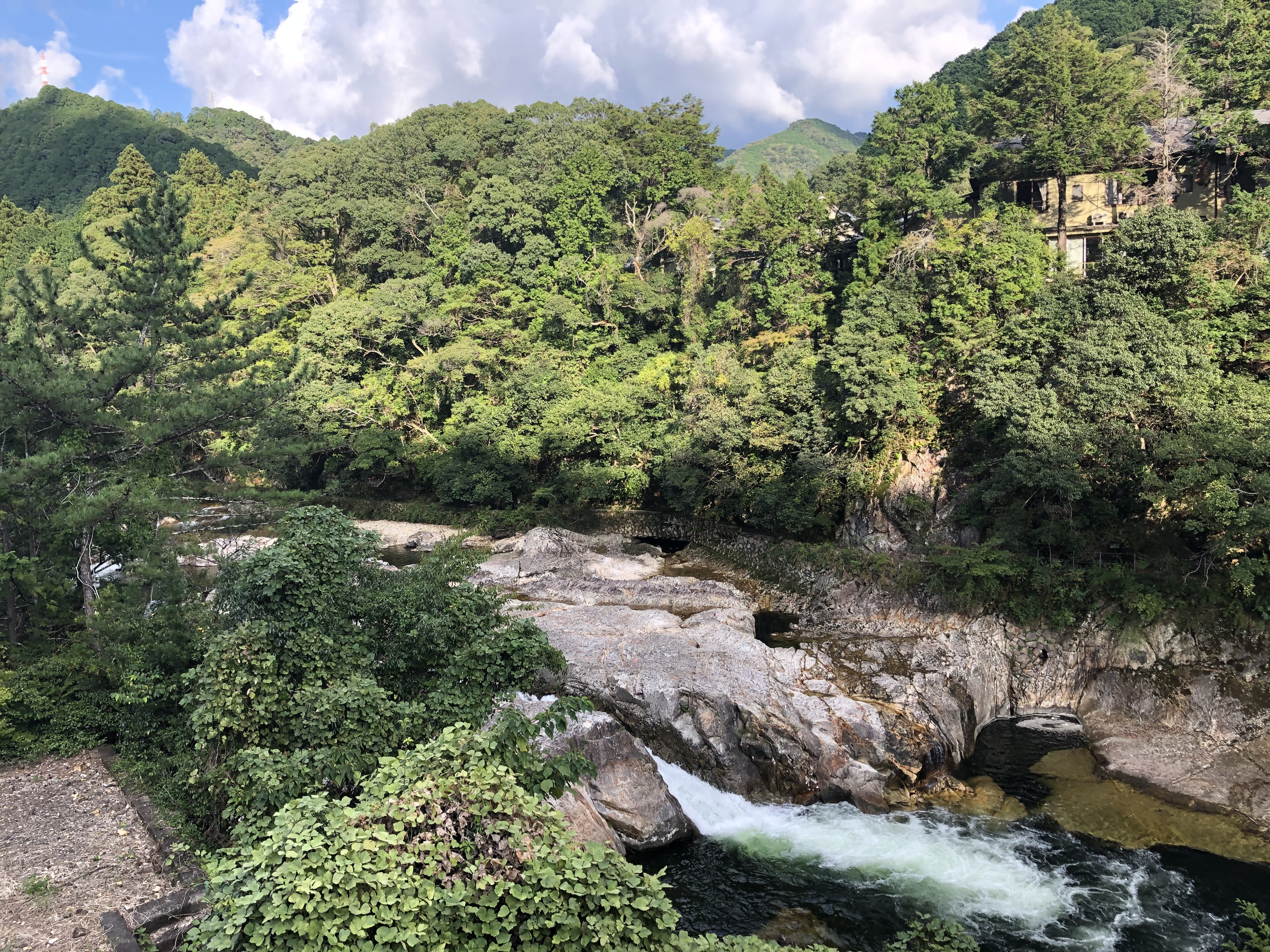
湯谷温泉街から撮影。

鳳来峡（ほうらいきょう）は、愛知県南部、新城市にある峡谷。

## 概要
豊川の支流、宇連川の上、下流の5kmに亘る。凝灰角礫岩、流紋岩からなり、川底が板を敷いたように見えるため、板敷川とも呼ばれる。天竜奥三河国定公園の一角。「馬背岩」は天然記念物に指定されている。なお、近くに湯谷温泉がある。